# (4681) Ermak
(4681) Ermak es un asteroide perteneciente al cinturón de asteroides, descubierto el 8 de octubre de 1969 por la astrónoma soviética Liudmila Chernyj desde el Observatorio Astrofísico de Crimea (República de Crimea, Rusia).

## Designación y nombre
Designado provisionalmente como 1969 TC2. Fue nombrado en homenaje al explorador ruso Yermak Timoféyevich.